# ملکدوری
ملکدوری (به لاتین: Melekeduri) یک روستا در گرجستان است که در شهرداری ازورگتی واقع شده‌است. ملکدوری ۱٬۱۷۰ نفر جمعیت دارد و ۹۰ متر بالاتر از سطح دریا واقع شده‌است.